# モバイルチョイス/モバイルチョイス“050”
モバイルチョイス、モバイルチョイス“050”は、楽天コミュニケーションズ株式会社が提供する公私分計サービスのひとつ。個人の持つ携帯電話から発信した通話料のうち、社用で使用した部分のみを会社の費用とする事ができる。会社側は携帯電話の基本料金が不要になり、集計も楽になる。社員側も正確に社用の通話料金を会社負担にできる。また自分の携帯電話番号ではなく、会社の固定電話の番号（050を含む）を相手に通知する事ができる。(モバイルチョイス“050”の場合)

## 利用方法
- 携帯電話から発信する電話番号の最初に0037-66などの番号をつけてから発信する。
  - 多くの携帯にはプレフィックス機能というものがあり、毎回、押さないでも2クリックくらいで0037-66を付ける事もできる。
  - スマホでは「0037ダイヤラー」というアプリを使って簡単に電話をかけることができる。
- 事前に会社の総務と通信会社の間で契約を結び、携帯番号を登録する必要がある。100円/月程度の基本料金が掛かる。
- 携帯電話、固定電話、IP電話、国際電話に掛けられる。料金は通常の携帯発の場合と大差ない。

## 種類
個人の携帯番号を相手に通知する「モバイルチョイス」と050のIP電話番号を相手に表示する「モバイルチョイス“050”」がある。

## 特徴
1. 会社のメリット
  - 個人の携帯を使用するので会社支給が不要になり携帯購入費がかからなくなる。
  - 管理が楽になる（分計したり、携帯の紛失の管理をしたりせずに済む）。
2. 社員のメリット
  - 社用の電話料金を会社に負担してもらえる。
  - 相手には会社の番号を通知できるのでプライベートな番号を知られずに済む（モバイルチョイス“050”の場合）。

## 同様の公私分計サービス
- NTTコミュニケーションズ  - 0035ビジネスモード
- リンク - ウェブ電話帳 for Office 7 for ASP
- 日本テレネット - ビジネスコレクト
- 兼松コミュニケーションズ - KCS Motion サービス